# 神戸市立二葉小学校
神戸市立二葉小学校（こうべしりつ ふたばしょうがっこう）は、かつて兵庫県神戸市長田区にあった公立小学校。

## 概要
2006年（平成18年）に神戸市立長楽小学校と統合して神戸市立駒ケ林小学校となり、廃校となった。
昭和初期に建造された鉄筋コンクリート3階建の旧校舎は長らく地元住民から親しまれ、震災にも耐えたことから、閉校後は市の施設（ふたば学舎）として活用されている。

## 沿革
- 1929年（昭和4年） - 神戸市長楽尋常小学校（後の神戸市立長楽小学校）から分離し、神戸市二葉尋常小学校として開校。
- 1941年（昭和16年） - 神戸市二葉国民学校に改称。
- 1944年（昭和19年） - 鳥取県船岡町・若桜町・智頭町方面へ学童集団疎開を開始。
- 1945年（昭和20年） - 神戸市立二葉小学校に改称。
- 1954年（昭和29年） - 新校舎が落成。
- 1979年（昭和54年） - 創立50周年
- 1995年（平成7年）
  - 1月17日 - 午前5時46分、阪神・淡路大震災が発生。校内に避難所を設置。
  - 2月17日 - 授業再開。
  - 9月3日 - 避難所を閉鎖。
- 2006年（平成18年）
  - 3月25日 - 閉校式を挙行。
  - 4月1日 - 駒ケ林小学校が開校。新校舎竣工までの間、旧二葉小学校で授業を行う。
- 2008年（平成20年）1月 - 駒ケ林小学校が長楽小学校跡地の新校舎へ移転。旧二葉小学校は校舎としての歴史に幕を下ろす。
- 2010年（平成22年）11月 - 校舎を再利用して神戸市立地域人材支援センターを開設。
- 2016年 - 神戸市立地域人材支援センターがふたば学舎に改称。

## 校区
以下の校区は閉校時のもの。いずれも神戸市長田区に属する。
- 腕塚町五丁目～八丁目
- 久保町五丁目～八丁目
- 二葉町五丁目～八丁目
- 駒ヶ林町一丁目～六丁目

## 校歌
作詞：竹中郁、作曲：海老京一

## 周辺
- 駒林神社
- 神戸久保郵便局
- 六間道商店街
- 大正筋商店街
- アスタくにづか

## 交通アクセス
- 神戸市営地下鉄海岸線駒ヶ林駅から西へ300m。

## その他
旧長楽小学校には最晩年の渋沢栄一が「共存共栄」と書いた額が保存されていたが、統合により現在は駒ケ林小学校の校長室に飾られているという。また、妹尾河童のベストセラー｢少年H」のテレビ放映の小学校のシーンは二葉小学校で撮影された。